# Aérodrome de Cholet - Le Pontreau
Pour les articles homonymes, voir CET.
L'aérodrome de Cholet - Le Pontreau (code IATA : CET • code OACI : LFOU) est un aérodrome civil, ouvert à la circulation aérienne publique, situé à 2 km au nord de Cholet en Maine-et-Loire (région Pays de la Loire, France). Il porte également le nom d'aérodrome de Cholet Roland-Garros - Le Pontreau.
Il est utilisé pour la pratique d'activités de loisirs et de tourisme (aviation légère et aéromodélisme).

## Histoire
En 1873, le site de la Papinière situé à 800 mètres de la commune de Cholet, devîent un champ de manœuvres pour le 77e régiment d'infanterie sur une surface de 16 hectares. 
La première vocation aéronautique du terrain naît en 1910, lors du premier meeting aérien organisé conjointement par la ville de Cholet et la société nantaise “la libellule”, le 14 juillet, où trois aviateurs sont engagés : Versepuy, Obré et Roland Garros qui n’avait pas encore son brevet de pilote (il le passera quelques mois plus tard à Cholet). Le vent soufflant en rafales rend périlleuse toute tentative de vol et la foule massée pour voir les avions en vol est mécontente, obligeant les aviateurs à attendre la nuit pour regagner leur hôtel. Roland Garros s'engage alors à aller à Paris chercher un autre appareil et à effectuer des vols le week-end suivant.
C'est pour rappeler sa venue que l'on érige en 1929 un monolithe de granit rose sur lequel une plaque de bronze est apposée avec l'effigie de l'aviateur.
Entre 1918 et 1928, le terrain d'aviation est également utilisé comme hippodrome.
En 1930, avec la création de l'aéroclub Roland Garros par Léon Guérineau (fils du Maire de Cholet, l'industriel Alexis Guérineau), Marcel Martin et du Comte Hervé de Monteclerc, la ville donne l'autorisation d'utiliser le terrain à l'armée (régiment de garnison) qui accorde à son tour son autorisation à l'aéroclub pour le décollage et l'atterrissage, les dimanches et jours fériés. 
En 1934, l'aéroclub Roland Garros devient l'aéroclub Léon Guérineau en hommage à ce dernier, mort le 26 mars 1932 à l'âge de 36 ans en avion biplace entre la Baule et Cholet avec son ami le Comte de Monteclerc âgé de 25 ans. la surface de l'aérodrome fait 40 hectares.
Par arrêté du ministre de l'Air du 1er mai 1935, la ville se voit octroyer l'autorisation d'y implanter, à la Papinière, un aérodrome.
En 1936, on y construit un buffet gare baptisé l'Éole qui est inauguré le 30 août par une fête aérienne.
Le terrain est refait en 1950 après la guerre (l'occupation allemande y a creusé des fossés) mais sa surface a diminué, deux pistes en herbe sont construites avec toujours le marquage au sol du nom "Cholet". 
En 1964, il ne reste qu'une piste en herbe orientée 03/21, choisie pour son potentiel de développement. 
Le terrain est ouvert à la circulation aérienne publique en 1965. On construit une piste avec un revêtement en dur de 700 mètres afin de permettre l’accueil d’appareils plus importants et ouverte le 25 juillet 1965. Une piste en herbe de 600 mètres est également construite.
Dans les années 1970, la compagnie aérienne Air Cholet effectue des liaisons à la demande puis régulières avec Paris (aérodrome de Toussus-le-Noble) répondant aux besoins de la Compagnie générale de télégraphie sans fil CSF (devenue plus tard Thomson-CFS), Michelin mais aussi le groupe GET - Gaston Jaunet et New Man de Jacques Jaunet, ces sociétés ayant leurs sièges et usines à Cholet.
En 1971, est créée la tour de contrôle au dessus du buffet Éole.
Si le balisage de nuit qui devait entrer en service en octobre 1970, est intervenu la nuit du 16 avril 1971 où les avions d'Air Cholet ont pu effectuer des essais de nuit grâce au nouveau balisage lumineux de la piste et des obstacles comme la ligne à haute tension proche, cette mise en service tardive dans la saison d'hiver avait fait subir à Air Cholet de lourdes conséquences pour la ligne Cholet - Paris, contraignant celle-ci à des horaires peu rationnels. Par courrier du 19 septembre 1971, M. Hostein, le dirigeant d'Air Cholet demandait au Maire de Cholet Maurice Ligot avec copie à M. Robert Pelé le directeur de l'usine Thomson-CSF et M. Louis Chupin, le rrésident de la chambre de commerce, l'installation d'un terminal V.O.R. (système de positionnement radioélectrique) ou un système d'atterrissage aux instruments (ILS), absolument indispensable pour le bon fonctionnement de la compagnie.
Au milieu des années 1980, la piste en dur est allongée à 900 mètres et voit, en 1987 pour la première fois, atterrir un avion d'affaires biréacteur Mystère 10 en provenance de Toulouse.
En 1994, la ville de Cholet décide de l'allongement de la piste en dur à 1 400 mètres et 1 100 mètres pour celle en herbe alors qu'un projet de transfert avait été évoqué sur la commune de Saint-André-de-la-Marche. Les travaux démarrent en mai 1994, la piste en dur fera finalement 1 380 mètres sur 30 mètres et celle en herbe 1 030 mètres sur 80 mètres. Le buffet gare est agrandi.
Le 8 décembre 1999, la ville de Cholet donne le nom de Roland Garros à son aérodrome.
En 2018, l'aérodrome a accueilli plus de 20 600 vols dont 18 commerciaux pour 48 passagers commerciaux et en 2022, 27 640 mouvements pour 22 commerciaux avec 36 passagers dont 27 internationaux.

## Installations
L’aérodrome dispose de deux pistes orientées sud-nord (03-21) :
- une piste bitumée longue de 1 380 mètres et large de 30 équipée :
  - d'un balisage diurne et nocturne,
  - d'un indicateur de pente d'approche (PAPI) pour le sens d'atterrissage 03 ;
- une piste en herbe longue de 1 030 mètres et large de 80, accolée à la première et réservée aux planeurs.

L'aérodrome n'est pas contrôlé mais dispose d’un service d’information de vol (AFIS). Les communications s’effectuent sur la fréquence de 120,400 MHz. Il est agréé pour le vol à vue (VFR) de nuit et le vol aux instruments (IFR).
S’y ajoutent :
- une aire de stationnement ;
- des hangars ;
- une station d'avitaillement en carburant (100LL et Jet A1) ;
- un restaurant.

N.B. : les informations aéronautiques contenues dans cette section sont citées sans garantie de mises à jour régulières. Seules les informations publiées par le service de l'information aéronautique (SIA) et/ou le gestionnaire de l’aérodrome peuvent être utilisées pour la navigation aérienne.

## Activités
- Aéro-club du Pontreau - Cholet
- Aérienne du Choletais
- Airways Cholet